# Circle Album Chart
Circle Album Chart, conocido anteriormente como Gaon Album Chart, es una lista musical que enumera los 100 álbumes que mejor venden, incluyendo álbumes de estudio, EP y álbumes sencillo en Corea del Sur, basado completamente en ventas físicas y proporcionado por la Asociación de la Industria de Contenido de Música de Corea (Korea Music Content Industry Association). Ha estado siguiendo ventas musicales desde el principio de 2010 y lanzado en febrero el mismo año como parte de Gaon Chart, ahora conocido como Circle Chart. Los charts se componen de listas de seguimiento de las ventas internas de los álbumes, las ventas de álbumes internacionales y un total combinado de las ventas totales de álbumes en formato semanal, mensual y de fin de año.
En febrero de 2011, se publicó la información de álbumes en línea y fuera de línea de ventas de 2010, incluyendo un desglose detallado de los datos del listado en línea y fue la primera vez que las ventas de los álbumes fueron lanzados fuera de línea desde 2008, cuando la Asociación de la Industria de la música de Corea dejó de recopilación de datos

## Historia
Gaon Chart, lanzado en febrero de 2011, fue parte de los esfuerzos del Ministerio de Cultura, Deportes y Turismo y la Asociación de la Industria de Contenido de la Música de Corea para crear una lista nacional para Corea, similares a las listas de Billboard y Oricon. Gaon rastrea las ventas de acuerdo a los datos en línea y fuera de línea proporcionados por los proveedores de música basados en Internet:  Bugs, Olleh Music, Melon, Genie, Cyworld, Monkey3, Daum Music, Naver Music, Mnet y Soribada; y los distribuidores: LOEN Entertainment, CJ E&M Music and Live, KT Music, Sony Music Korea, Neowiz Internet, Universal Music Korea, y Warner Music Korea.

## Números uno por año
- 2010
- 2011
- 2012
- 2013
- 2014
- 2015
- 2016
- 2017
- 2018
- 2019

- 2020
- 2021
- 2022
- 2023
- 2024
- 2025